# Vöröses nyálkásgomba
A vöröses nyálkásgomba (Chroogomphus rutilus) a nyálkásgombafélék családjába tartozó, Európában honos, fenyvesekben élő, ehető gombafaj.

## Megjelenése
A vöröses nyálkásgomba kalapja 4–10 cm széles; eleinte félgömb lakú, majd púposan harangszerű; idősen laposan, kissé benyomottan kiterül, közepén kis púppal. Színe szürkésbarna vagy okkerbarna, rézvörös, borszínű vagy olív árnyalattal. Széle befelé, majd lefelé görbül, idősen kiegyenesedik. Felszíne szálas; nedvesen tapadós, szárazon fénylő.
Húsa vastag, tömör, idősen puha. Színe narancsos-okkeres vagy rózsaszínes árnyalatú, idősen és a rágásnyomokban lilásvörös; a tönk aljában élénksárga. Szaga nem jellegzetes vagy gyümölcsszerű, íze kissé fanyar.
Ritkán álló, vastag lemezei mélyen lefutók. Színük eleinte szürkésfehér, olívokkeres, majd bíborbarnák, végül feketésbarnák lesznek.
Tönkje 5–10 cm magas és 1–2 cm vastag. Alakja hengeres, a tövénél elvékonyodik. Felszíne szálas, nyálkás. Színe a kalapéval megegyezik, de a tetején vöröses, alján sárgás árnyalatú. A fiatal gombánál a kalap szélét pókhálószerű részleges burok köti össze a tönkkel, mely később elszakad, és egy szálas gallérzóna alakul ki.
Spórapora sötétszürke-fekete. Spórája orsó alakú, sima, mérete 15-22 x 5,5-7 µm 

### Hasonló fajok
A nem ehető nyálkástönkű pókhálósgombával és az ehető barna nyálkásgombával téveszthető össze..

## Elterjedése és termőhelye
Európában honos, észak-amerikai változatát újabban külön fajnak (Chroogomphus ochraceus) fogadják el. Magyarországon gyakori.
Fenyvesekben él, főként erdei- fekete- és lucfenyő alatt. Júliustól decemberig terem.

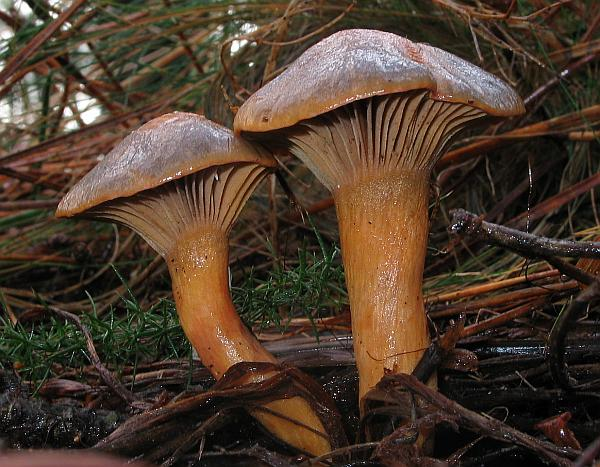
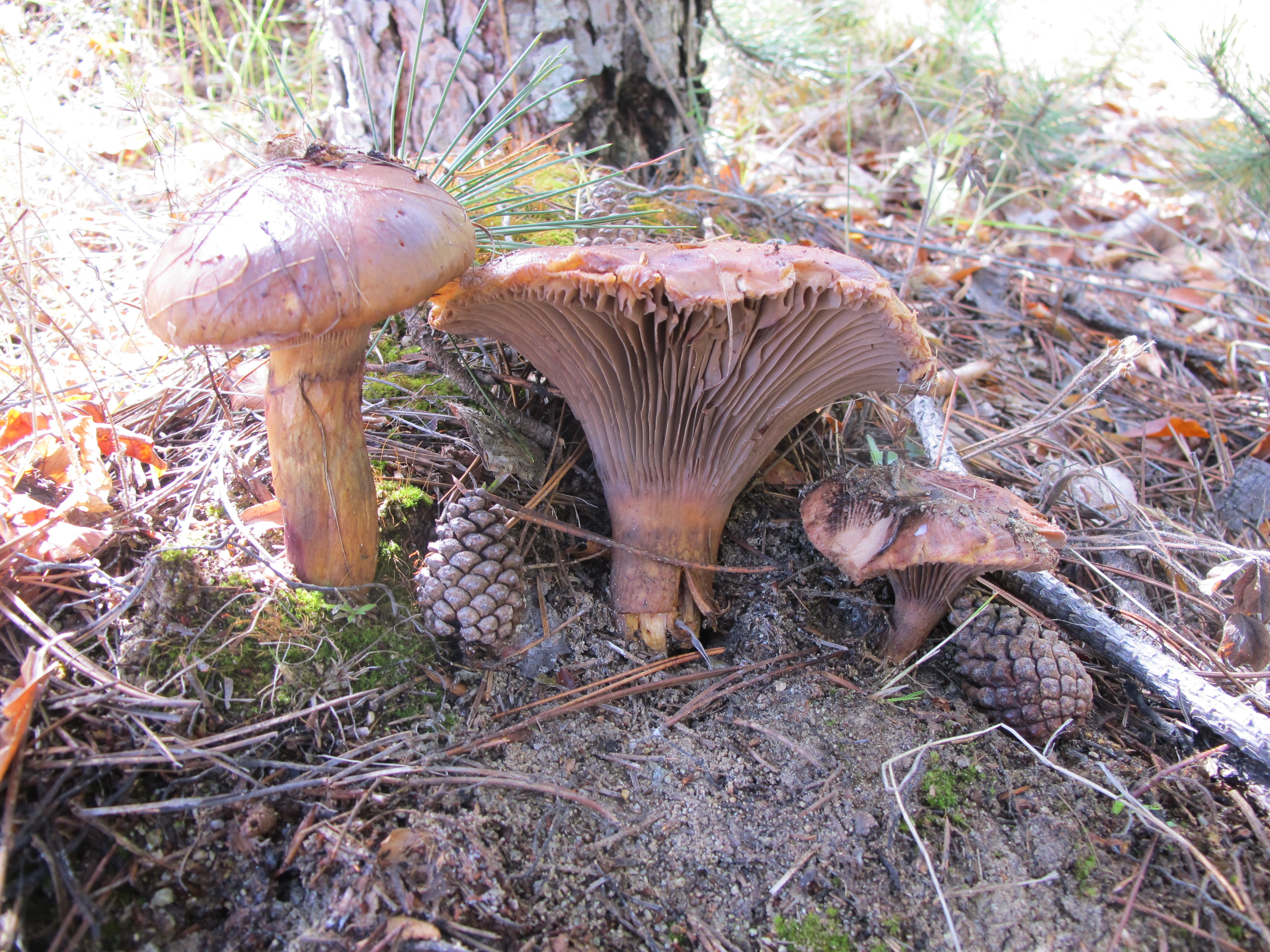
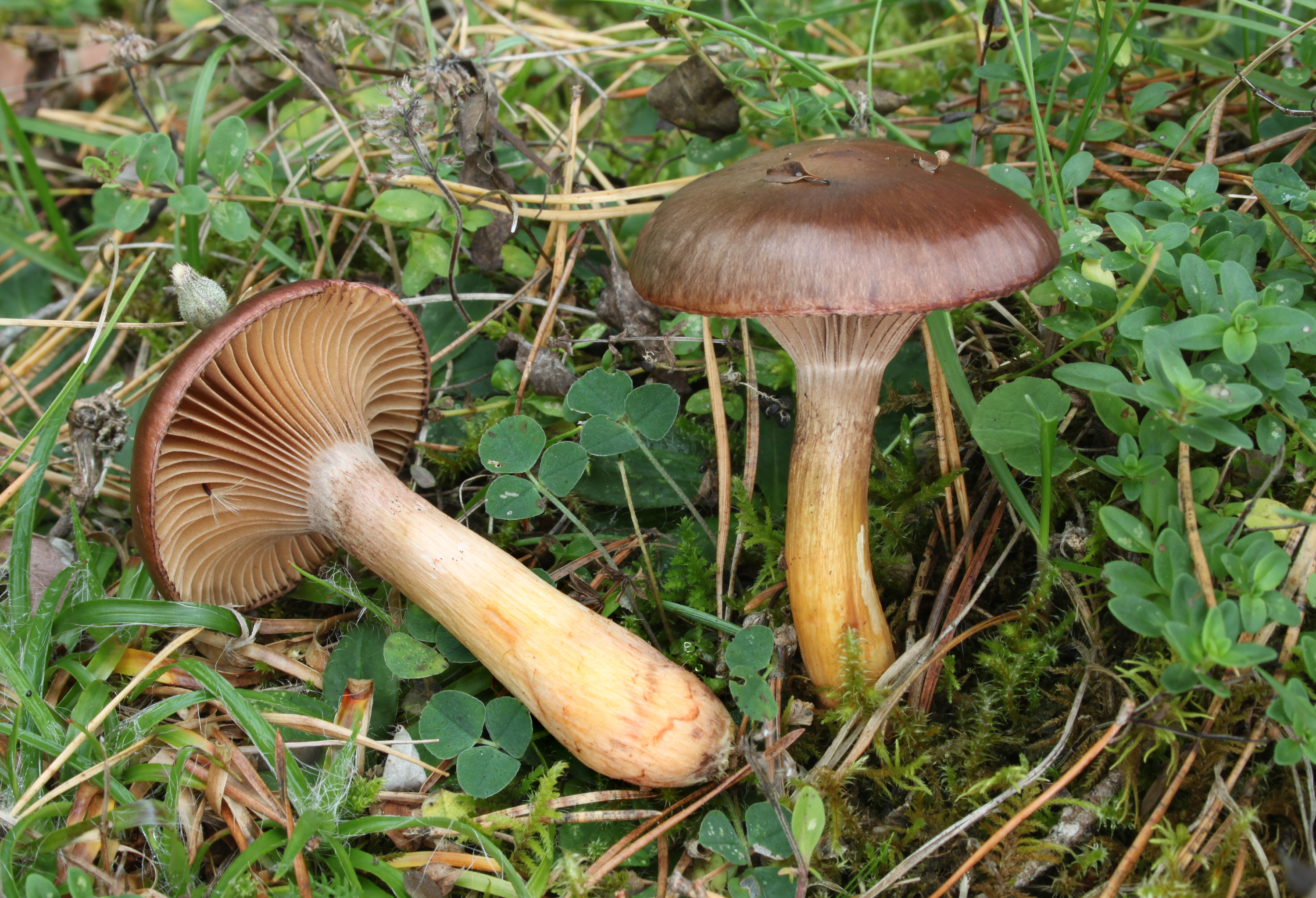
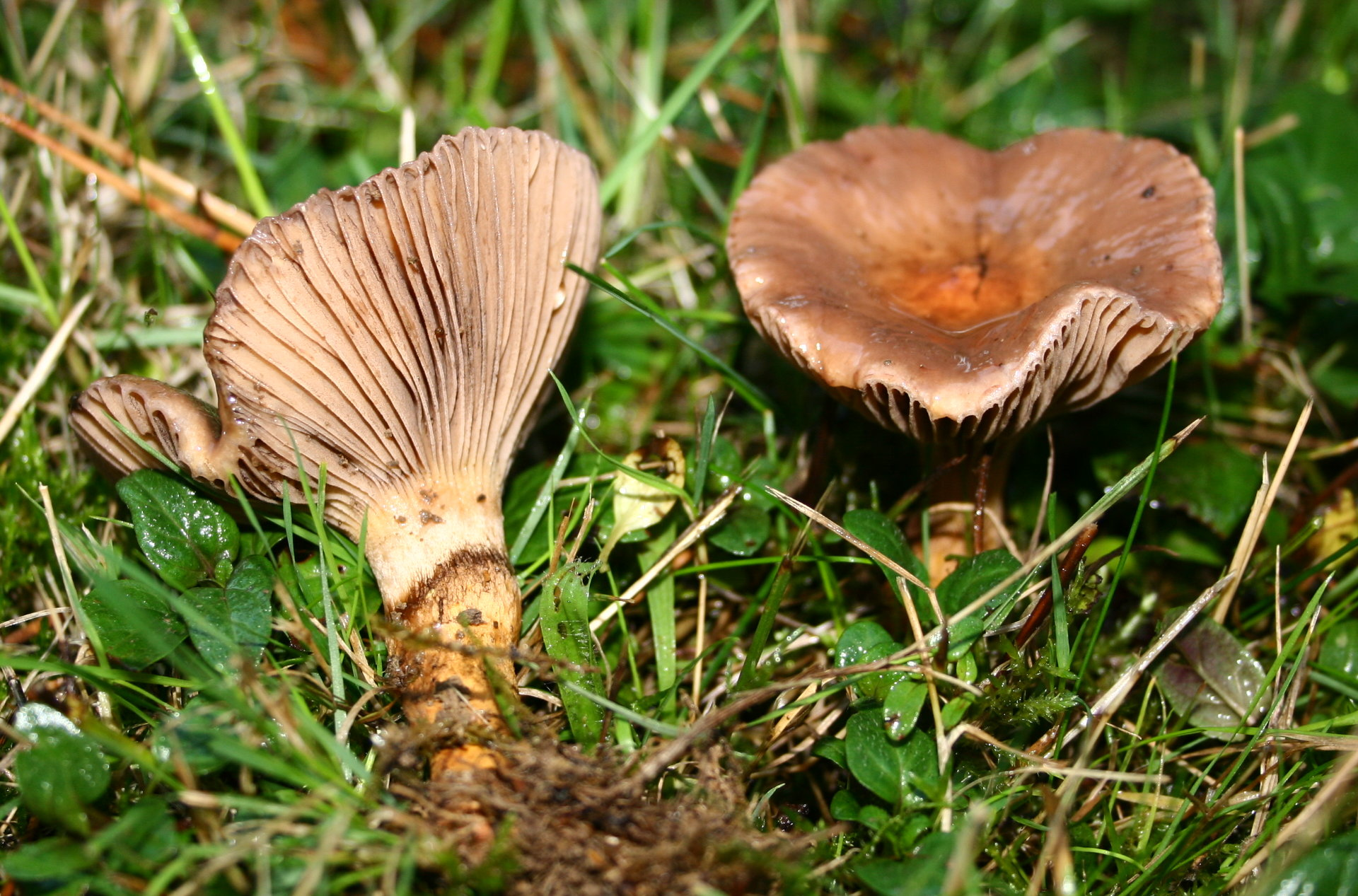
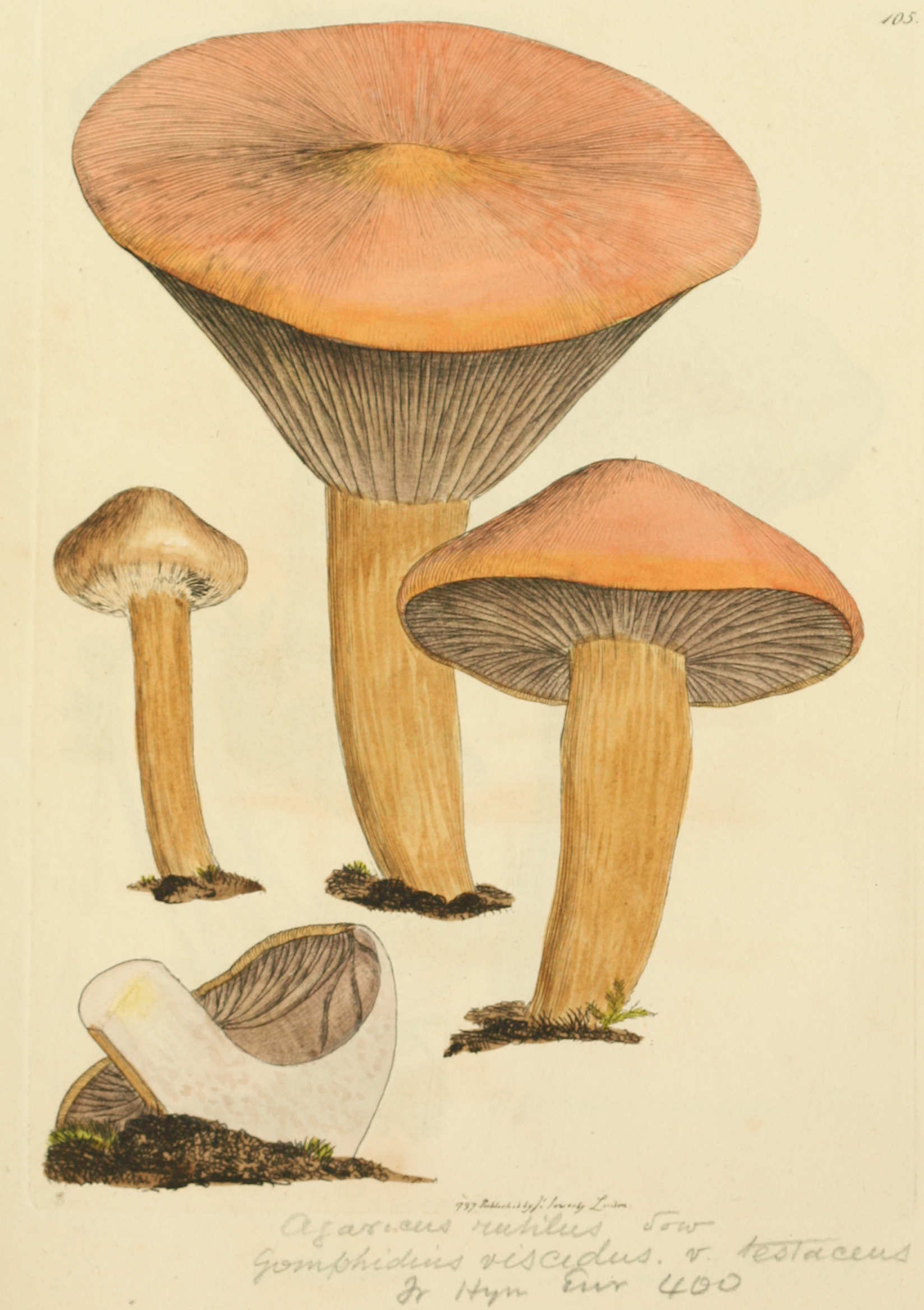

Ehető, de nem túl ízletes gomba.